# Jessica Parra
Jessica Marcela Parra Rojas (10 augustus 1995) is een Colombiaans wielrenster die voor verschillende profploegen reed en sinds 2025 op amateurniveau.

## Carrière
In 2013 won Parra een zilveren medaille op het Pan-Amerikaans kampioenschap tijdrijden voor junioren.
Vanaf 1 juli 2014 kwam ze uit voor Vaiano Fondriest. Namens deze ploeg nam Parra onder andere deel aan de Giro Donne en de Sparkassen Giro. In november was ze een van de deelneemsters aan de wegrit op de Centraal-Amerikaanse en Caraïbische Spelen, ze eindigde hier als 24e. Nadien reed ze nog voor enkele andere profploegen, maar haar eerste profoverwinning bleef uit tot medio augustus 2025, toen ze reed namens een amateurploeg. Ze won toen het eindklassement in de Ronde van Guatemala, ze eindigde in de laatste twee etappes als tweede.

## Palmares
2013
 Pan-Amerikaans kampioenschap tijdrijden, junioren
2019
 Colombiaans kampioenschap op de weg, elite
2025
Eindklassement Ronde van Guatemala
Bastianelli · Biola · Guluma · Laizāne · Leleivytė · Linnell · Martini · Parra · Romei · Sosna · Szybiak